# Julius Müller (Taekwondoin)
Julius Müller (* 2005) ist ein deutscher Taekwondoin und aktiver Wettkämpfer in der Formenlauf-Disziplin Freestyle-Pumsae.

## Sportliche Laufbahn
Julius Müller trainiert die koreanische Kampfkunst Taekwondo in der Budo-Schule Wiesbaden in Hessen. Er ist Trainer und Leiter des Landesstützpunktes Freestyle der Hessischen Taekwondo Union.
Im Jahr 2019 nahm Müller an seinem ersten internationalen Turnier teil, den Turkish Open Poomsae in Istanbul, wo er den zweiten Platz im Freestyle-Paar-Wettbewerb der Junioren belegte. Im selben Jahr nahm er in der Freestyle-Paar-Kategorie an der Pumsae-Europameisterschaft in Antalya teil.
Bei den Pumsae-Europameisterschaften 2021 in Seixal belegte er den 7. Platz im Freestyle-Wettbewerb der Junioren sowie gemeinsam mit Adina Machwirth den 5. Platz im Freestyle-Paar-Wettbewerb. 2022 gewann er im Team mit Adina Machwirth die Freestyle-Paar-Kategorie der US-amerikanischen Pan Am Series I, auch erreichte er im Freestyle-Einzelwettkampf den zweiten Platz.
Bei den Europameisterschaften 2023 in Innsbruck gewann Müller als Teil des gemischten Teams (bestehend aus fünf Teammitgliedern, mindestens zwei Männern und zwei Frauen) eine Silbermedaille im Freestyle-Team-Wettbewerb an der Seite von Pia Hoffmann, Ana Catalina Pohl, Leah Lawall und Jules Berger.
2024 startete er als Teil des Mixed-Freestyle-Teams bei den Pumsae-Weltmeisterschaften in Hongkong, mit welchem er den fünften Platz im Halbfinale und letztlich den siebten Platz im Finale der besten acht erreichte. Bei den Europameisterschaften in Tallinn gewann er gemeinsam mit dem Freestyle-Team eine Bronzemedaille.

## Ehrungen
- 2024: Leistungssport-Ehrennadel in Gold der Deutschen Taekwondo Union.[11]